# Bloc de la paix

Le logo de Gush Shalom

Le Bloc de la paix (Gush Shalom en hébreu) est une organisation pacifiste israélienne fondée en 1993 par Uri Avnery. Elle milite pour la reconnaissance et l'autonomie d'Israël et de la Palestine, en vue de la paix.
Ses positions sont considérées comme étant très à gauche.

## Activités
L'association, en contact avec des Palestiniens, défend les droits de ceux-ci à se doter de leur propre État. Son objectif est principalement de défendre la création d'un État palestinien, à côté d'Israël et distinct de celui-ci, selon la logique « deux peuples, deux États » (solution à deux États), ce qu'il considère être la condition pour la paix.

« Gush Shalom est le noyau dur du mouvement pacifiste israélien. Souvent décrit comme "résolu", "militant", "radical" ou "cohérent", Gush Shalom joue un rôle moteur dans la détermination du programme moral et politique des forces de paix en Israël. Depuis 1993, ce mouvement s'est différencié de par ses positions inébranlables notamment sur la question de l'État palestinien. »

Il travaille avec des Palestiniens favorables à la paix et à la création de deux États, pour faire avancer ces objectifs.
Certaines de ses prises de positions peuvent se lire ici et là où il présente son plan de paix, rédigé en 2001.
Le site web français de la paix maintenant lié à Shalom Archav en Israël, qui est l'autre mouvement pacifiste, publie également des textes de Gush Shalom, en particulier ceux de Uri Avnery.
Uri Avnery a rencontré et interviewé Yasser Arafat en 2004.